# Bulgarian International 2019
Die Bulgarian International 2019 im Badminton fanden vom 3. bis zum 6. Oktober 2019 in Sofia statt.

## Sieger und Platzierte
| Disziplin    | Gold                               | Silber                          | Bronze                               |
| ------------ | ---------------------------------- | ------------------------------- | ------------------------------------ |
| Herreneinzel | Dimitar Yanakiev                   | Joonas Korhonen                 | Albin Carl Hjelm                     |
| Herreneinzel | Dimitar Yanakiev                   | Joonas Korhonen                 | Tobias Künzi                         |
| Dameneinzel  | Rebecca Kuhl                       | Getter Saar                     | Inga Sadaić                          |
| Dameneinzel  | Rebecca Kuhl                       | Getter Saar                     | Mahoor Shahzad                       |
| Herrendoppel | Philip Birker Dominik Stipsits     | Anton Monnberg Jesper Paul      | Gianmarco Bailetti David Salutt      |
| Herrendoppel | Philip Birker Dominik Stipsits     | Anton Monnberg Jesper Paul      | Nicolas A. Müller Julien Scheiwiller |
| Damendoppel  | Serena Au Yeong Katharina Hochmeir | Tanya Ivanova Gergana Pavlova   | Katarina Galenić Inga Sadaić         |
| Mixed        | Stilian Makarski Diana Dimova      | Julius von Pfaler Jenny Nyström | Philip Birker Katharina Hochmeir     |
| Mixed        | Stilian Makarski Diana Dimova      | Julius von Pfaler Jenny Nyström | Dominik Stipsits Serena Au Yeong     |